# Villeau
Villeau is een plaats en voormalige gemeente in het Franse departement Eure-et-Loir in de regio Centre-Val de Loire en telt 113 inwoners (1999). De plaats maakt deel uit van het arrondissement Chartres.

## Geschiedenis
Villeau is op 1 januari 2019 gefuseerd met de commune nouvelle Eole-en-Beauce, die op 1 januari 2016 was ontstaan door de fusie van de gemeenten Baignolet, Fains-la-Folie, Germignonville en Viabon. 

## Geografie
De oppervlakte van Villeau bedraagt 13,1 km², de bevolkingsdichtheid is 8,6 inwoners per km².
De onderstaande kaart toont de ligging van Villeau met de belangrijkste infrastructuur en aangrenzende gemeenten.

## Demografie
Onderstaande figuur toont het verloop van het inwonertal (bron: INSEE-tellingen).